# Andrew Freeman
Andrew Freeman (Los Angeles, ...) è un chitarrista e cantante statunitense, meglio conosciuto per essere stato membro delle band Thirty Stones e Blockk 16.
Dal 26 agosto 2008 ha partecipato nella prima parte del tour promozionale dell'album Rise and Fall, Rage and Grace degli Offspring in qualità di quarta voce e terza chitarra. Dall'inizio del nuovo tour Shit Is Fucked Up è stato sostituito da Todd Morse.
Dal 2013 è il cantante del gruppo Last in Line formato da componenti della prima incarnazione dei Dio dopo la morte del frontman Ronnie James Dio.

## Discografia

### Con i Blockk 16
- 2002 - Too Brutal for Radio

### Con i Thirty Stones
- 2003 - Canvas

### Con i Last in Line
- 2016 - Heavy Crown
- 2019 - II